# Dalton (Izrael)
Dalton (hebr.: דלתון) – moszaw położony w samorządzie regionu Merom ha-Galil, w Dystrykcie Północnym, w Izraelu.
Leży w centralnej części Górnej Galilei w pobliżu góry Meron (1 208 m n.p.m.).

## Historia
Moszaw został założony w 1950.

## Gospodarka
Gospodarka moszawu opiera się na rolnictwie. Na zachód od moszawu znajduje się baza lotnicza Sił Obronnych Izraela.